# Echipa națională de fotbal a Belarusului
Echipa națională de fotbal a Bielorusiei (Bielorusă: Зборная Беларусі па футболе, în grafie latină: Zbornaja Biełarusi pa futbole; rusă: Сборная Беларуси по футболу,  în grafie latină: Sbornaya Belarusi po futbolu) este echipa națională de fotbal a Belarusului, reprezintă Bielorusia în fotbalul internațional și este organizată de Federația de Fotbal aBielorusiei, organ de reglementare al fotbalului din Belarus. Terenul Belarusului este Stadionul Dinamo din Minsk. Echipa nu s-a calificat la nici un turneu final.

## Istoric
După divizarea Uniunii Sovietice, Belarus a jucat primul meci împotriva Lituaniei pe 20 iulie 1992.  Înainte de aceasta, un număr de jucători din Belarus au jucat pentru echipa națională a Uniunii Sovietice . Primul meci internațional recunoscut de FIFA a fost un amical împotriva Ucrainei pe 28 octombrie 1992, iar prima lor victorie a venit într-un meci cu Luxemburg pe 12 octombrie 1994.
Belarus nu s-a calificat niciodată nici la Campionatul Mondial FIFA , nici la Campionatul European UEFA . Echipa a fost învinsă de Țara Galilor în ultimul meci din faza grupelor din 2002 , pierzând șansa de a depăși Ucraina , care a remizat ultimul meci, terminând grupa pe locul doi.
Campania lor de calificare la Euro 2004 a fost foarte nereușită, deoarece Belarus a pierdut șapte din cele opt meciuri.
Belarus a obținut un oarecare succes în turnee minore. În 2002, echipa a învins Rusia și Ucraina pentru a câștiga Cupa LG . În 2004 și 2008, au câștigat ediția a 12-a și, respectiv , a 14-a a Turneului Internațional de la Malta .
În timpul calificărilor pentru UEFA Euro 2020 , Belarus a terminat pe locul patru în grupa lor. Cu Belarusul reușind să ajungă în fruntea grupei lor în UEFA Nations League D 2018–19 , s-a calificat pentru primele play-off ale țării, iar echipa era programată să joace împotriva Georgiei . Cu toate acestea, au pierdut cu 1–0, echipa a ratat un loc la Euro 2020.
Datorită implicării Belarusului în invazia rusă a Ucrainei din 2022 , UEFA , organismul european de conducere al fotbalului , a interzis echipelor naționale și de club din Belarus să găzduiască meciuri și competiții internaționale.

## Imaginea echipei

### Pseudonim
În august 2016, Federația de Fotbal a anunțat că porecla echipei va fi „Aripile Albe”.  Numele a fost influențat de cartea The Land Beneath White Wings (1977) a scriitorului belarus Uładzimir Karatkievič . Directorul de marketing și comunicare al BFF a spus: „Ne uităm la diferite modalități de a stabili legături cu moștenirea noastră literară și tradițiile culturale”, comentând că „Dacă poporul belarus aleg să asocieze echipa cu Karatkevich, aproape fiecare frază din carte poate fi folosit ca hashtag!" 

### Locația de acasă
Stadionul Dinamo din Minsk este locul de desfășurare a celor mai multe meciuri internaționale din Belarus
Echipa a jucat majoritatea meciurilor de acasă pe stadionul Dinamo din Minsk . La sfârșitul anului 2012, Stadionul Dinamo a fost închis pentru renovare, iar echipa a început să alterneze între diferite locații de acasă.
Din septembrie 2021, Stadionul Central din Kazan , Rusia , este locul principal din cauza sancțiunilor de călătorie impuse după un incident cu zborul 4978 Ryanair .

### Echipament
În 2011, culorile de acasă au fost schimbate în roșu. Albul a devenit culoarea de acasă la scurt timp mai târziu și acum apare cu modelul de pe steagul Belarusului, în deplasare fiind în negru în 2016, folosind și un șablon adidas și plasând modelul drapelului pe acesta.

#### Furnizori de echipamente
| Furnizor de echipament | Perioadă       |
| ---------------------- | -------------- |
| Umbro                  | 2002–2004      |
| Puma                   | 2004–2012      |
| Adidas                 | 2012–2018      |
| Macron                 | 2018–2022      |
| Erreà                  | 2022 – prezent |

## Istoricul de antrenori
| Manageri                         | Carieră              | Număr meciuri gestionate | Câștigă | Remiză | Pierde | Goluri  |
| -------------------------------- | -------------------- | ------------------------ | ------- | ------ | ------ | ------- |
| Mihail Vergeyenko                | 1992–1994, 1997–1999 | 24                       | 2       | 6      | 16     | 22–40   |
| Serghei Borovski                 | 1994–1996, 1999–2000 | 26                       | 4       | 9      | 13     | 21–43   |
| Eduard Malofeev                  | 2000–2003            | 22                       | 10      | 5      | 7      | 31–31   |
| Valeri Streltsov ( interimar)    | 2002                 | 1                        | 0       | 0      | 1      | 0–3     |
| Anatoli Baidachny                | 2003–2005            | 22                       | 10      | 4      | 8      | 34–29   |
| Iuri Puntus                      | 2006–2007            | 14                       | 3       | 4      | 7      | 19–26   |
| Bernd Stange                     | 2007–2011            | 49                       | 17      | 14     | 18     | 65–54   |
| Gheorghi Kondratiev              | 2011–2014, 2021–     | 46                       | 13      | 11     | 22     | 50–62   |
| Andrei Zigmantovich ( interimar) | 2014                 | 2                        | 1       | 0      | 1      | 3–5     |
| Aliaksandr Khatskevici           | 2014–2016            | 18                       | 6       | 6      | 6      | 14–19   |
| Igor Kriușenko                   | 2017–2019            | 25                       | 8       | 4      | 13     | 23–37   |
| Mihail Markhel                   | 2019–2021            | 18                       | 7       | 3      | 9      | 23–35   |
| Oleg Radushko ( interimar)       | 2021                 | 1                        | 0       | 0      | 1      | 0–2     |
| Total:                           | 1992–Prezent         | 269                      | 81      | 66     | 122    | 305–387 |

## Rezumat competitiv

### Campionatul Mondial FIFA
| 1930 până în 1990 | Parte a Uniunii Sovietice | Parte a Uniunii Sovietice | Parte a Uniunii Sovietice | Parte a Uniunii Sovietice | Parte a Uniunii Sovietice | Parte a Uniunii Sovietice | Parte a Uniunii Sovietice | Parte a Uniunii Sovietice | Parte a Uniunii Sovietice | Parte a Uniunii Sovietice | Parte a Uniunii Sovietice | Parte a Uniunii Sovietice | Parte a Uniunii Sovietice | Parte a Uniunii Sovietice | Parte a Uniunii Sovietice | Parte a Uniunii Sovietice |
| 1994              | Nu a intrat               | Nu a intrat               | Nu a intrat               | Nu a intrat               | Nu a intrat               | Nu a intrat               | Nu a intrat               | Nu a intrat               | Nu a intrat               | Nu a intrat               | Nu a intrat               | Nu a intrat               | Nu a intrat               | Nu a intrat               | Nu a intrat               | Nu a intrat               |
| 1998              | Nu s-a calificat          | Nu s-a calificat          | Nu s-a calificat          | Nu s-a calificat          | Nu s-a calificat          | Nu s-a calificat          | Nu s-a calificat          | Nu s-a calificat          | al 6-lea                  | 10                        | 1                         | 1                         | 8                         | 5                         | 21                        |                           |
| 2002              | Nu s-a calificat          | Nu s-a calificat          | Nu s-a calificat          | Nu s-a calificat          | Nu s-a calificat          | Nu s-a calificat          | Nu s-a calificat          | Nu s-a calificat          | al 3-lea                  | 10                        | 4                         | 3                         | 3                         | 12                        | 11                        |                           |
| 2006              | Nu s-a calificat          | Nu s-a calificat          | Nu s-a calificat          | Nu s-a calificat          | Nu s-a calificat          | Nu s-a calificat          | Nu s-a calificat          | Nu s-a calificat          | al 5-lea                  | 10                        | 2                         | 4                         | 4                         | 12                        | 14                        |                           |
| 2010              | Nu s-a calificat          | Nu s-a calificat          | Nu s-a calificat          | Nu s-a calificat          | Nu s-a calificat          | Nu s-a calificat          | Nu s-a calificat          | Nu s-a calificat          | al 4-lea                  | 10                        | 4                         | 1                         | 5                         | 19                        | 14                        |                           |
| 2014              | Nu s-a calificat          | Nu s-a calificat          | Nu s-a calificat          | Nu s-a calificat          | Nu s-a calificat          | Nu s-a calificat          | Nu s-a calificat          | Nu s-a calificat          | al 5-lea                  | 8                         | 1                         | 1                         | 6                         | 7                         | 16                        |                           |
| 2018              | Nu s-a calificat          | Nu s-a calificat          | Nu s-a calificat          | Nu s-a calificat          | Nu s-a calificat          | Nu s-a calificat          | Nu s-a calificat          | Nu s-a calificat          | al 6-lea                  | 10                        | 1                         | 2                         | 7                         | 6                         | 21                        |                           |
| 2022              | Nu s-a calificat          | Nu s-a calificat          | Nu s-a calificat          | Nu s-a calificat          | Nu s-a calificat          | Nu s-a calificat          | Nu s-a calificat          | Nu s-a calificat          | al 5-lea                  | 8                         | 1                         | 0                         | 7                         | 7                         | 24                        |                           |
| 2026              | A se determina            | A se determina            | A se determina            | A se determina            | A se determina            | A se determina            | A se determina            | A se determina            | A se determina            | A se determina            | A se determina            | A se determina            | A se determina            | A se determina            | A se determina            | A se determina            |
| Total             | –                         | 0/7                       | –                         | –                         | –                         | –                         | –                         | –                         | –                         | 66                        | 14                        | 12                        | 40                        | 68                        | 121                       |                           |

### Campionatul European UEFA
| 1960 până în 1992 | Parte a Uniunii Sovietice | Parte a Uniunii Sovietice | Parte a Uniunii Sovietice | Parte a Uniunii Sovietice | Parte a Uniunii Sovietice | Parte a Uniunii Sovietice | Parte a Uniunii Sovietice | Parte a Uniunii Sovietice | Parte a Uniunii Sovietice | Parte a Uniunii Sovietice | Parte a Uniunii Sovietice | Parte a Uniunii Sovietice | Parte a Uniunii Sovietice | Parte a Uniunii Sovietice | Parte a Uniunii Sovietice | Parte a Uniunii Sovietice |
| 1996              | Nu s-a calificat          | Nu s-a calificat          | Nu s-a calificat          | Nu s-a calificat          | Nu s-a calificat          | Nu s-a calificat          | Nu s-a calificat          | Nu s-a calificat          | al 4-lea                  | 10                        | 3                         | 2                         | 5                         | 8                         | 13                        |                           |
| 2000              | Nu s-a calificat          | Nu s-a calificat          | Nu s-a calificat          | Nu s-a calificat          | Nu s-a calificat          | Nu s-a calificat          | Nu s-a calificat          | Nu s-a calificat          | al 5-lea                  | 8                         | 0                         | 3                         | 5                         | 4                         | 10                        |                           |
| 2004              | Nu s-a calificat          | Nu s-a calificat          | Nu s-a calificat          | Nu s-a calificat          | Nu s-a calificat          | Nu s-a calificat          | Nu s-a calificat          | Nu s-a calificat          | al 5-lea                  | 8                         | 1                         | 0                         | 7                         | 4                         | 20                        |                           |
| 2008              | Nu s-a calificat          | Nu s-a calificat          | Nu s-a calificat          | Nu s-a calificat          | Nu s-a calificat          | Nu s-a calificat          | Nu s-a calificat          | Nu s-a calificat          | al 4-lea                  | 12                        | 4                         | 1                         | 7                         | 17                        | 23                        |                           |
| 2012              | Nu s-a calificat          | Nu s-a calificat          | Nu s-a calificat          | Nu s-a calificat          | Nu s-a calificat          | Nu s-a calificat          | Nu s-a calificat          | Nu s-a calificat          | al 4-lea                  | 10                        | 3                         | 4                         | 3                         | 8                         | 7                         |                           |
| 2016              | Nu s-a calificat          | Nu s-a calificat          | Nu s-a calificat          | Nu s-a calificat          | Nu s-a calificat          | Nu s-a calificat          | Nu s-a calificat          | Nu s-a calificat          | al 4-lea                  | 10                        | 3                         | 2                         | 5                         | 8                         | 14                        |                           |
| 2020              | Nu s-a calificat          | Nu s-a calificat          | Nu s-a calificat          | Nu s-a calificat          | Nu s-a calificat          | Nu s-a calificat          | Nu s-a calificat          | Nu s-a calificat          | al 4-lea                  | 9                         | 1                         | 1                         | 7                         | 4                         | 17                        |                           |
| 2024              | A se determina            | A se determina            | A se determina            | A se determina            | A se determina            | A se determina            | A se determina            | A se determina            | A se determina            | A se determina            | A se determina            | A se determina            | A se determina            | A se determina            | A se determina            | A se determina            |
| Total             | –                         | 0/7                       | –                         | –                         | –                         | –                         | –                         | –                         | –                         | 67                        | 15                        | 13                        | 39                        | 53                        | 104                       |                           |

## Rezumat confruntări
| turneu                            | Partide | Câștigate | Egal | Pierdute | Goluri  |
| --------------------------------- | ------- | --------- | ---- | -------- | ------- |
| Calificări la Campionatul Mondial | 66      | 14        | 12   | 40       | 68–121  |
| Calificarea la Euro               | 68      | 15        | 13   | 40       | 53–109  |
| UEFA Nations League               | 18      | 7         | 6    | 5        | 23–15   |
| Amicale                           | 116     | 45        | 35   | 38       | 161–142 |

## Jucători

### Cei mai selecționați jucători

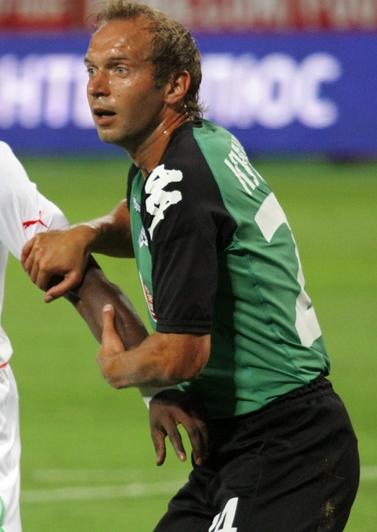
Alyaksandr Kulchy în 2011 - jucătorul cu cele mai multe selecții din istoria Belarusului

Fotbaliști care au mai mult de 50 de selecții la națională

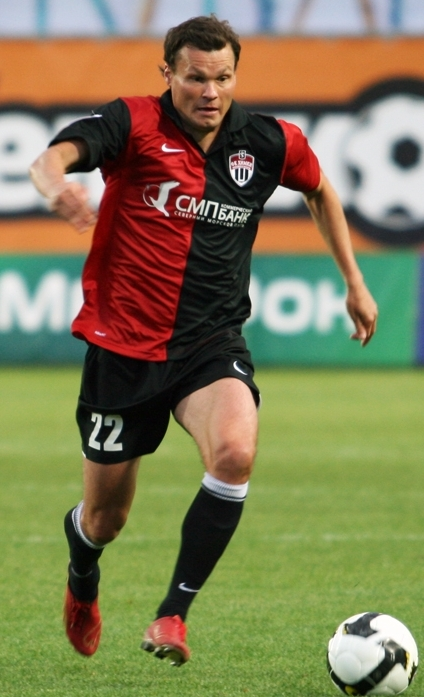
Maksim Romaschenko este cel mai bun marcator din istoria Belarusului cu 20 de goluri

Stema federației de Fotbal a Bielorusiei în caractere latine

| Rang | Jucător                | Selecții | Goluri | Ani       |
| ---- | ---------------------- | -------- | ------ | --------- |
| 1    | Aliaksandr Kulchy      | 102      | 5      | 1996–2012 |
| 2    | Aliaksandr Hleb        | 80       | 6      | 2001–2019 |
| 2    | Serghei Gurenko        | 80       | 3      | 1994–2006 |
| 4    | Serghei Kornilenko     | 78       | 17     | 2003–2016 |
| 5    | Timofei Kalachyov      | 76       | 10     | 2004–2016 |
| 6    | Aliaksandr Martynovici | 75       | 2      | 2009–2020 |
| 7    | Serghei Kislyak        | 74       | 9      | 2009–2021 |
| 7    | Serghei Amelyanchuk    | 74       | 1      | 2002–2011 |
| 9    | Serghei Shtanyuk       | 71       | 3      | 1995–2007 |
| 10   | Stanislaw Drahun       | 68       | 11     | 2011–2020 |
| 11   | Maksim Romaschenko     | 64       | 20     |           |
| 12   | Valentin Belkevich     | 56       | 10     |           |
| 13   | Andrei Ostrovsky       | 52       | 1      |           |
| 14   | Vitali Kutuzov         | 50       | 13     |           |

### Cei mai buni marcatori
Fotbaliști cu mai mult de 10 goluri marcate pentru națională
| Rang | Jucător            | Goluri | Selecții | Raport | Ani       |
| ---- | ------------------ | ------ | -------- | ------ | --------- |
| 1    | Maksim Romascenko  | 20     | 64       | 0,31   | 1998–2008 |
| 2    | Serghei Kornilenko | 17     | 78       | 0,22   | 2003–2016 |
| 3    | Vitali Kutuzov     | 13     | 52       | 0,25   | 2002–2011 |
| 4    | Viaceslav Hleb     | 12     | 45       | 0,27   | 2004–2011 |
| 5    | Stanislaw Drahun   | 11     | 68       | 0,16   | 2011–2020 |
| 6    | Raman Vasilyuk     | 10     | 24       | 0,42   | 2000–2008 |
| 6    | Vitali Rodionov    | 10     | 48       | 0,21   | 2007–2017 |
| 6    | Valentin Belkevici | 10     | 56       | 0,18   | 1992–2005 |
| 6    | Timofei Kalachyov  | 10     | 76       | 0,13   | 2004–2016 |
| 10   | Syarhey Kislyak    | 9      | 74       | 0,12   | 2009–2021 |